# Okręg wyborczy Griffith
Okręg wyborczy Griffith (ang. Division of Griffith) – jednomandatowy okręg wyborczy do Izby Reprezentantów Australii, położony w stanie Queensland, obejmuje południowe przedmieścia Brisbane.
Pierwsze wybory odbyły się w nim w 1934 roku, a jego patronem jest Samuel Griffith.
Od 2014 roku posłem z tego okręgu był Terri Butler z Australijskiej Partii Pracy.

## Lista posłów
Lista posłów z okręgu Griffith:
| okres urzędowania | poseł            | przynależność              |
| ----------------- | ---------------- | -------------------------- |
| 1934–1939         | Francis Baker    | Australijska Partia Pracy  |
| 1939–1949         | William Conelan  | Australijska Partia Pracy  |
| 1949–1954         | Doug Berry       | Liberalna Partia Australii |
| 1954–1958         | Wilfred Coutts   | Australijska Partia Pracy  |
| 1958–1961         | Arthur Chresby   | Liberalna Partia Australii |
| 1961–1966         | Wilfred Coutts   | Australijska Partia Pracy  |
| 1966–1977         | Donald Cameron   | Liberalna Partia Australii |
| 1977–1996         | Ben Humphreys    | Australijska Partia Pracy  |
| 1996–1998         | Graeme McDougall | Liberalna Partia Australii |
| 1998–2013         | Kevin Rudd       | Australijska Partia Pracy  |
| od 2014           | Terri Butler     | Australijska Partia Pracy  |